# Montipora setosa
Espèce
Statut de conservation UICN

 EN A4c : En danger
Statut CITES
Montipora setosa est une espèce de coraux appartenant à la famille des Acroporidae.